# Cryptocanthon curticrinis
Cryptocanthon curticrinis là một loài bọ cánh cứng trong họ Bọ hung (Scarabaeidae).